# Conseil économique pour le développement durable
Le Conseil économique pour le développement durable (CEDD) est un organisme français placé auprès du ministre chargé du Développement durable, créé par décret du 1er décembre 2008 avec pour mission principale « d'éclairer, par la confrontation des analyses économiques, l'élaboration et l'évaluation des politiques du ministère en permettant aux services compétents de s'appuyer sur les références scientifiques, les méthodes d'évaluation et les instruments d'intervention publique les plus récents ».
Les services du ministère tels que le Commissariat général au développement durable sont associés aux travaux du Conseil.
Le 10 novembre 2020, la Commission de l'économie du développement durable (CEDD) succède au Conseil économique pour le développement durable.

## Membres
Les membres du Conseil sont nommés pour une durée de deux ans par arrêté ministériel.
En sont également membres de droit :
- le délégué interministériel au développement durable ;
- le président délégué du Conseil d'analyse économique.